# Вараждинске-Топлице
Вараждинске-Топлице (хорв. Varaždinske Toplice) — город в Хорватии, в северо-западной части страны, в Вараждинской жупании. Население — 1 765 человека в самом городе и 6 364 человека в общине с центром в Вараждинске-Топлице (2011).
Вараждинске-Топлице расположено в историческом районе Хорватское Загорье. Город стоит на левом берегу реки Бедни, притока Дравы. Столица жупании Вараждин находится в 10 километрах к северо-западу.
Рядом с городом проходит автомагистраль A4 Загреб-Будапешт, ещё одна дорога идёт на восток в сторону Лудбрега.
Город известен со времён античности, благодаря своим горячим минеральным источникам, по которым он получил своё имя (Toplice — «воды», «источники»). Во времена Римской империи здесь находилось поселение Aquae Iassae, руины римских сооружений, включая термы над горячими источниками можно видеть в городе. В настоящее время Вараждинске-Топлице — бальнеогрязевый термальный курорт, здесь действуют несколько санаториев и домов отдыха.